# Municipio de Mezquital
El municipio de Mezquital es uno de los 39 municipios del estado mexicano de Durango, ubicado en el extremo sur del estado, en una zona montañosa, en Mezquital habitan la mayor parte de los grupos indígenas del estado.

## Geografía
El municipio del Mezquital está ubicado en el extremo sur del estado de Durango, su extensión territorial es de 7,196.5 kilómetros cuadrados, por lo cual es el segundo más extenso del estado, siendo superado únicamente por el municipio de Durango. Ocupa el 5.82% de la extensión territorial de todo el estado.
Sus límites territoriales son al norte con el municipio de Durango y el municipio de Nombre de Dios, al noroeste con el municipio de Pueblo Nuevo, al noreste con el municipio de Súchil; al sureste limita con el estado de Zacatecas, en particular los municipios de Jiménez del Teul y de Valparaíso; y al suroeste con el estado de Nayarit, correspondiendo a los municipios de Huajicori, Acaponeta y Del Nayar.
El municipio se encuentra a una altitud máxima de 2,053 metros sobre el nivel del mar y una media de 1,400 metros sobre el nivel del mar.

### Orografía e hidrografía
La orografía del Mezquital es intrincada y accidentada, en su extenso territorio se pueden distinguir tres diferentes zonas, la del extremo norte donde se encuentra valles que descienden desde la altas serranías, la región media, totalmente ocupada por la Sierra Madre Occidental, y finalmente la región de las quebradas, formada por los abruptos descensos de la Sierra hacia las llanuras costeras del Pacífico, en esta zona destaca la Cañada del río Huazamota. La máxima altura del Mezquital es el Cerro Pánfilo, localizado en el norte y en el límite con el municipio de Durango, alcanzando 3,180 metros sobre el nivel del mar, la cuarta altitud del estado.
El municipio del Mezquital se encuentra la totalidad de su territorio en la Sierra Madre Occidental, principalmente en la Meseta y Cañadas del Sur (55.11%) y en la Gran Meseta y Cañadas Duranguenses (44.82%), Cañón típico (8.29%), Lomerío con cañadas (6.20%), Meseta con cañadas (4.30%), Superficie de gran meseta con valles (3.05%) y por último, Valle de laderas tendidas con cañadas (2.82%).
Las principales corrientes del municipio son dos grandes ríos, el  río Mezquital y el río Huazamota, ambos tienen una corriente en sentido norte-sur, el Mezquital proviene desde el municipio de Durango y del de Nombre de Dios y atraviesa toda el municipio continuando hacia el estado de Nayarit, el Huazamota nace el Mezquital de varias corrientes menores y de la misma manera desciende hacia el estado de Nayarit. Otro río importante es el río Jesús Matías (24.71%) que desciende también hacia el estado de Nayarit, pero pertenece a la cuenca del río Huaynamota, por lo que se encuentra en la zona oriental del municipio.
Hidrológicamente el territorio pertenece a dos distintas cuencas y regiones hidrológica, la zona norte y oeste pertenece a la Cuenca del río San Pedro y a la Región hidrológica Presidio – San Pedro que representa el 59.53% de la cantidad de agua del municipio; la zona sur y este del municipio a vez pertenece a la Cuenca del río Huaynamota y a la Región hidrológica Lerma – Santiago que tiene el 40.47%.
El municipio del Mezquital no consta actualmente de alguna presa hidroeléctrica ya que no tiene ningún cuerpo de agua.

### Clima y ecosistemas
El clima del municipio del Mezquital es variado debido principalmente a su accidentada orografía y diferencias de actitud, en todo el territorio se registran ocho diferentes tipos de clima, localizados de la siguiente manera, en toda la zona alta dominada por la Sierra Madre Occidental el clima es Templado subhúmedo con lluvias en verano, hacia el norte en la zona de los valles, se suceden tres pequeñas zonas con climas Semisco templado, Semiseco semicálido y Seco semicálido; hacia el noroeste existen dos zonas aún más elevadas en la sierra en que el clima es Semifrío subhúmedo con lluvias en verano; hacia el sur y suroeste, desciendiendo por las cañadas el clima se vuelve más cálido, húmedo y tropical, registrándose climas Semicálido subhúmedo con lluvias en verano, Semiseco muy cálido y cálido y en la zona más baja Cálido subhúmedo con lluvias en verano.
La temperatura media anual que se registra en el municipio del Mezquital sigue aproximadamente los mismos patrones e influencias, las zonas elevadas del noroeste y norte tiene un promedio de temperatura que va de 12 a 16 °C, una gran franja central registra de 18 a 20 °C y finalmente en la zona baja y profunda del fondo de las quebradas la temperatura media anual fluctúa entre 20 y 24 °C. Los patrones de la precipitación media anual incrementan desde el norte hacia el sur en una serie de franjas sucesivas, la del extremo norte es de 400 a 500 mm, le sigue un sector de 500 a 600 mm, luego una franja que se extiende desde el noroeste hasta al sureste en los límites con Zacatecas que registra 600 a 700 mm, la zona central del municipio es de 700 a 800 mm siendo esta la zona que ocupa mayor extensión territorial, finalmente, desde el extremo noroeste hasta el sur la zona de mayor precipitación registra 800 a 1,000 mm.
Cerca de cuatro quintas partes del territorio del municipio del Mezquital se encuentra cubiertas por bosque, siendo las principales especies en esta zona el pino y el encino, en lo profundo de las quebradas del oeste y el sur del municipio la temperatura, altitud y precipitación dan como resultado que se encuentre en esta zona selva, y finalmente en los valles del extremo norte se encuentran zonas de matorral, en la zona de transición entre bosque y mayorral hay pequeñas entenciones de pastizal. Las principales especies animales que habitan en el territorio son venado cola blanca, jabalí, coyote, conejo, liebre, guajolote, ardilla, etc.

## Demografía
Mezquital tiene una población total de 30,069 habitantes de acuerdo con los resultados del Conteo de Población y Vivienda de 2005 del Instituto Nacional de Estadística y Geografía, de esta totalidad, 14,699 son hombres y 15,370 son mujeres; por lo tanto, el 48.9% de la población es de sexo masculino; el 44.4% de la población es menor de 15 años de edad, mientras que el 50.4 se encuentra entre los 15 y los 65 años de edad; finalmente Mezquital tiene la más grande concentración del población indígena del estado de Durango, el 78.8% de la población de 5 y más años es hablante una lengua indígena.

### Grupos étnicos
El municipio de Mezquital se encuentra cuatro diferentes grupos étnicos, el mayoritario son los de Tepehuanes del sur, que ocupan la zona más alta de la sierra en el centro y norte del municipio, sus principales localidades son Santa María de Ocotán, Xoconoxtle, Santiago Teneraca y Taxicaringa; los huicholes habitan en la región baja de las quebradas limítrofe con Nayarit, Jalisco, y el desierto de Zacatecas sus principales comunidades en el Mezquital son San Antonio de Padua, San Lucas de Jalpa y Huazamota; y finalmente los mexicaneros, en la zona central del municipio, cuyos principales centros son San Pedro de Xícora y San Agustín Buenaventura, en este último con una gran presencia de coras debido a los matrimonios interétnicos.
Mezquital tiene la mayor concentración de población hablante de lengua indígena del estado, un total de 22,102 personas (INEGI 2010) equivalentes al 70% del total de población mayor de 5 años de edad, de ellos son bilingües al español 15,630, aunque muchos son trilingües, mientras que 3,794 no hablan español y 342 personas no especifican esta condición. La lengua más hablada en Mezquital es el Tepehuano, con un total de 17,233 hablantes, le sigue el Huichol con 1,748 y en tercer lugar el Náhuatl con 647 hablantes. Grupos étnicos
De los 65 grupos étnicos que hay en México, en el actual territorio duranguense conviven 5 etnias: Tepehuanes, Mexicaneros o nahuas, Huicholes, Coras y Tarahumaras.
Actualmente, la población indígena en el Estado de Durango es de aproximadamente 29 mil personas, cuyo grupo mayoritario es el tepehuano, seguido en una proporción inferior al 10 por ciento respecto a su número, por los Huicholes, Los Coras, Los nahuas Mexicaneros y Los Tarahumaras. La atención educativa a la población indígena se ha concentrado en la Región Sur del Estado, mediante un servicio educativo regular, con enfoque intercultural bilingüe, en 186 localidades y cientos de microlocalidades con servicios alternativos. En 345 escuelas, 612 maestros atienden a 11,025 alumnos en servicios regulares. El 7.0 por ciento de los alumnos indígenas cursan la educación inicial, el 8.0 la preescolar, el 64.4 la primaria, el 16.5 la secundaria, principalmente en la modalidad de telesecundaria, el 4.0 la media superior y menos del uno por ciento la educación superior; sin embargo, aún existen más de 1,642 niños y jóvenes indígenas, de 5 a14 años de edad, que no asisten a la escuela. (Secretaría de Educación, 2007)

### Localidades
En el censo de 2020 el municipio de Mezquital contaba con 905 localidades.
| Código INEGI      | Localidad                   | Población (2020) |
| ----------------- | --------------------------- | ---------------- |
| 100140001         | San Francisco del Mezquital | 2 106            |
| 100140016         | Huazamota                   | 1 253            |
| Otras localidades | Otras localidades           | 45 224           |
| Total municipal   | Total municipal             | 48 583           |

Mezquital se encuentra integrado por un total de 800 localidades, algunas de las cuales son "estacionales", es decir, su población no la habita todo el año; por lo cual su población se encuentra enormemente dispersa, pues de ese total de localidades, únicamente una, la cabecera municipal supera los mil habitantes, únicamente seis se encuentran en el rango entre los 500 y 999 habitantes, teniendo un restante del 35.8% entre los 100 y los 499 (64 comunidades), y por último tenemos 729 rancherías con menos de 100 personas (47.04% del total de la población del municipio).

## Política
El gobierno del municipio está encabezado por el Ayuntamiento, que está integrado por el presidente municipal, el Síndico municipal y un cabildo formado por siete regidores, todos son electos mediante una planilla única para un periodo de tres años no renovables para el periodo inmediato, pero si de manera no continúa, las elecciones se celebran el primer domingo del mes de julio y el ayuntamiento entra a ejercer su cargo el día 1 de septiembre del año de la elección.

### Representación legislativa
Para la elección de los Diputados locales al Congreso de Durango y de los Diputados federales a la Cámara de Diputados de México, Mezquital se encuentra integrado en los siguientes distritos electorales:
Local:
- IV Distrito Electoral Local de Durango con cabecera en Victoria de Durango.[21]

Federal:
- I Distrito Electoral Federal de Durango con cabecera en la ciudad de Victoria de Durango.[22]

### Presidentes municipales
- 1983-1986: Asiano de la Rosa Calleros
- 1986-1989: Ismael Hernández Santillán
- 1989-1992: Benito Barraza Morales
- 1992-1995: Miguel Salas Villa
- 1995-1998: José María Flores Ontiveros
- 1998-2001: Santos Galindo Mendoza
- 2001-2004: Julián García Salas
- 2004-2007: Santiago Soto Lugo
- 2007-2010: Manuel Estrada Escalante (asesinado en febrero de 2010)
- 2010-2010: Estrada Escalante (interina)
- 2010-2013: Faustino Reyes Flores
- 2013-2016: Ismael Hernández Deras
- 2016-2019: Ramiro Mendoza Solís
- 2019-2022: José Osbaldo Santillán Gómez